# Танкослојна хроматографија
Танкослојна хроматографија представља подврсту течне планарне хроматографије код које је стационарна фаза нанета на равну површину. Као хроматографски сорбенти се обично употребљавају чврсти, порозни материјали релативно велике специфичне површине. Кретање супстанци у условима танкослојне хроматографије условљено је двема силама међусобно супротног деловања: елуционом моћи мобилне фазе и способношћу сорбента да задржи одвајане супстанце на својим површинским активним центрима.
Код хроматографија на танком слоју се углавном користе чврсте стационарне фазе, па се према томе механизам одвајања заснива углавном на адсорпцији. Способност сорбента да ступи у интеракције са испитиваним супстанцама зависи од више фактора, од којих су најважнији специфична површина сорбента, густина слободних активних центара по јединици површине сорбента и енергија интермолекулских интеракција између раздвајаних супстанци и активних центара на површини сорбента.

## Сорбенти
Специфична површина сорбента зависи од његове хемијске структуре и технологије производње. Број ефективних активних центара на површини сорбента такође зависи од његове структуре, а у случају поларних неорганских сорбената и од степена покривености активних центара молекулима воде. Енергија међумолекулских интеракција раздвајаних супстанци и активних центара стационарне фазе зависи од хемијске природе како сорбента, тако и одвајане супстанце (сорбенда).
Најчешће примењивани сорбенти у танкослојној хроматографији су силика-гел, алуминијум-оксид, целулоза, амино-пропил-модификовани силика-гел и слично. Подела сорбената према класама који се примењују су наведени у табели.
| Класа сорбента                       | Типични представници                                    |
| ------------------------------------ | ------------------------------------------------------- |
| поларни неоргански сорбенти          | силика-гел, алуминијум-оксид                            |
| поларни органски сорбенти            | целулоза, полиамиди                                     |
| поларни модификовани силика-гелови   | амино-пропил-, цијано-пропил- модификовани силика гел   |
| неполарни модификовани силика-гелови | диметил-, октил-, октадецил- модификовани силика-гелови |